# バッド・フェミニスト
『バッド・フェミニスト：エッセイ集』 (Bad Feminist: Essays) は2014年に出版された作家のロクサーヌ・ゲイによるエッセイ集。本書では、彼女の個人的経験からハイチ系アメリカ人としての生い立ち、そして小説『スイート・ヴァレー・ハイ』シリーズや映画『ジャンゴ 繋がれざる者』といったポップ・カルチャーなどの幅広い題材によるエッセイを通じて、フェミニストでありながらそのイデオロギーと対立するようにも思えるものを愛することについて論考している。つまり本書において彼女がユーモラスに問いかけているのは「真のフェミニストは、ピンク（色）、男、ヴォーグ、つるつるの腋の下を愛するか？」というテーマである。
ゲイは2014年に2冊の本を出版している。本書『バッド・フェミニスト』と小説『An Untamed State 』である。

## 評価
『バッド・フェミニスト』はその「ひねくれた、愉快な語り口」で称賛を集めたが、批評家筋によれば、本書のところどころに裏づけを欠いた主張が見つかる。ニューヨーク・タイムズ紙の書評では、ゲイの主張はあまりにも「不当な藁人形論法」に頼りすぎていると書かれ、インデペンデント紙には、本書において彼女がいう自身の矛盾した言動は「軽薄なインテリ」という印象を与えると指摘されている。シカゴ・トリビューン紙によれば「ゲイの筆致は鋭く大胆で、時には怒りに満ちているが全体としてはウィットにあふれ、そしていつでも知性的である。扱われる問題群は信じられないほど多岐に渡り、人種、家庭内暴力、ポップ・カルチャー、食、ソーシャル・メディア、児童の性的虐待、オバマ一家、そしてもちろんフェミニズムがテーマとなる」としつつも、『バッド・フェミニズム』にはいささか欠けているものがあるとしている。「それでは、発表済みのエッセイおよび書き下ろしを収録した本書に関して、これ以上賛辞を並べ続けるわけにいかないのは何故だろうか。一つ問題なのが、先ほどの例のように、すでに常識となった分析や意見、ミームをそのまま繰り返している箇所が多いことである。ゲイがそこに新しい、独自の解釈を加えていれば、そのうちのいくつかは（あるいはすべては）改めて聞かされる価値があったかもしれないが」。
ボストン・グローブ紙のエミリー・ラップはゲイのエッセイ『私たちは何に飢えているのか』などが「洞察に優れ」「高く評価できる」とし、不満な点もあるが「『バッド・フェミニスト』はジェンダー・ポリティクスの複雑な領野で重要な役割」を果たすであろうと述べている。ハフィントン・ポストはさらに本書を激賞して「彼女のエッセイは、著者の個人的経験と、広く政治やポップカルチャーで起きているジェンダー動向とを練達の手腕で繋ぎ合わせている」と評価しており、10点満点中の8点を与えている。ボストン・レビュー誌は「『バッド・フェミニスト』は現代において最も観察力の鋭い書き手による文化と政治の調査報告書」だと評価している。
このエッセイ集はフェミニスト界隈でも評判がよいことで知られる。風刺的な女性向けWEBマガジンReductressには、『バッド・フェミニスト』を未読のある女性がフェミニストとしていかに「ダメ」であるのかを描くショートストーリーが掲載されたことがある。